# Барбаро, Даниэле
Даниэле Маттео Альвизе Барбаро (итал. Daniele Matteo Alvise Barbaro; 8 февраля 1513, Венеция — 13 апреля 1570, Венеция) — венецианский учёный, поэт, философ-гуманист, прелат, теолог и дипломат. Представитель древнего аристократического рода Барбаро. Посланник Венецианской республики в Англии, с 1550 года — патриарх Аквилеи. Специалист в области архитектуры, математики и оптики. Наиболее известен как переводчик и комментатор трактата древнеримского архитектора Витрувия «Десять книг об архитектуре».

## Биография
Даниэле Барбаро был сыном Франческо ди Даниэле Барбаро и Елены Пизани, дочери банкира Альвизе Пизани и Сесилии Джустиниан. Его младший брат Маркантонио Барбаро также был учёным-гуманистом и дипломатом, послом Венецианской республики. Даниэле Барбаро изучал философию, математику и оптику в Падуанском университете. С августа 1549 по февраль 1551 года был послом Венеции при дворе короля Эдуарда VI в Лондоне, а также представителем Венеции на Тридентском соборе.
Племянник аквилейского патриарха Джованни Гримани, он был его соаудитором на патриаршем престоле Аквилеи. 17 декабря 1550 года Даниэле Барбаро был повышен в консистории до «избранного» патриарха Аквилеи с правом наследования, но так и не принял на себя руководство патриархатом, потому что умер раньше своего дяди. В то время эта должность была почти семейным делом семьи Барбаро, четыре представителя этой семьи были патриархами Аквилеи между 1491 и 1622 годами:
- Эрмолао Барбаро Младший, патриарх Аквилеи с 1491 по 1493 год,
- Даниэле Барбаро, патриарх Аквилеи с 1550 по 1570 год,
- Франческо Барбаро, патриарх Аквилеи с 1593 по 1616 год,
- Эрмолао II Барбаро, патриарх Аквилеи с 1616 по 1622 год.

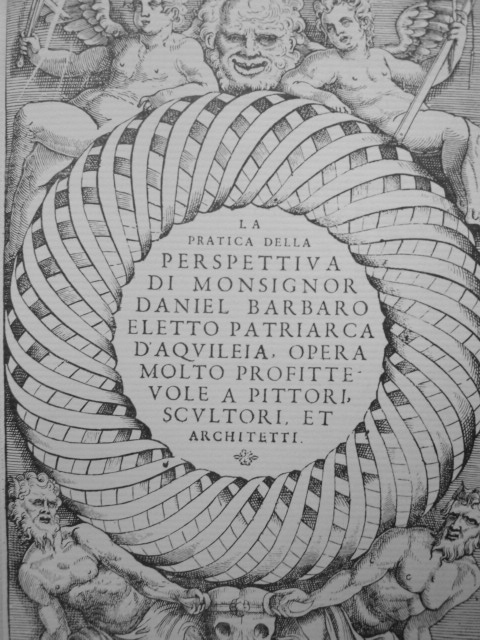
«Практика перспективы». Фронтиспис. 1569

Даниэле Барбаро был назначен кардиналом папой Пием IV на консистории 26 февраля 1561 года, но по ряду причин никогда не объявлял себя в этой должности. Барбаро участвовал в нескольких сессиях Тридентского собора с 14 января 1562 года до его закрытия в 1563 году.
Велики достижения Даниэле Барбаро в гуманитарной области. Его известность в основном связана с его трудами в области философии, истории искусства, литературы, математики и оптики. Выдающийся итальянский гуманист, он был учеником Пьетро Бембо, другом и поклонником Торквато Тассо, другом и покровителем архитектора Андреа Палладио. Он изучал сочинения античных авторов, прежде всего Плиния Старшего, и написал труд «Практика перспективы». Его исследования геометрической перспективы и применения оптики в технике проекции изображения на плоскость имели важное значение для истории науки. Он занимался ботаникой и был создателем Ботанического сада в Падуе.
Даниэле Барбаро является автором «Диалога о красноречии» и издателем комментариев к «Риторике» Аристотеля. Он также был архитектором, теоретиком архитектуры, переводчиком и комментатором Витрувия. Франческо Сансовино считал Даниэле одним из трёх, наряду с Палладио и отцом Франческо Якопо, лучших венецианских архитекторов. Даниэле Барбаро — утончённый человек, глубокий знаток античной архитектуры и наставник Палладио после смерти Джанджорджо Триссино в 1550 году. Палладио и Барбаро вместе посетили Рим для изучения памятников античности. В Риме в 1554 году они вместе завершали подготовку первого перевода и критического издания трактата «Об архитектуре» Витрувия.
Даниэле Барбаро в 1556 году осуществил перевод на итальянский язык и написал комментарии к трактату Витрувия (I dieci libri dell’architettura di M. Vitruvio tradutti et commentati da monsignor Barbaro. Venezia, 1556), а в 1567 году опубликовал исправленное итальянское издание и латинский текст с собственными комментариями под названием «M. Vitruvii de architectura, Venezia, 1567. Le illustrazioni dell’opera del Barbaro furono realizzate da Andrea Palladio». Оригинальные иллюстрации сочинения Витрувия не сохранились, а иллюстрации издания Барбаро были сделаны Андреа Палладио и награвированы Иоганном Кригером. Комментарий Барбаро важен не только в качестве примера изучения истории архитектуры, но и как вклад в область ренессансной эстетики в целом. Более ранние переводы были сделаны Фра Джованни Джокондо (Десятая книга трактата, 1511) и Чезаре Чезариано (1521), но работа Барбаро считается наиболее точной. Барбаро объяснил некоторые из сложных технических разделов и прокомментировал отношения архитектуры и природы, но признавал, что теоретический и археологический опыт Палладио во многом способствовал успеху его работы.

## Научные труды

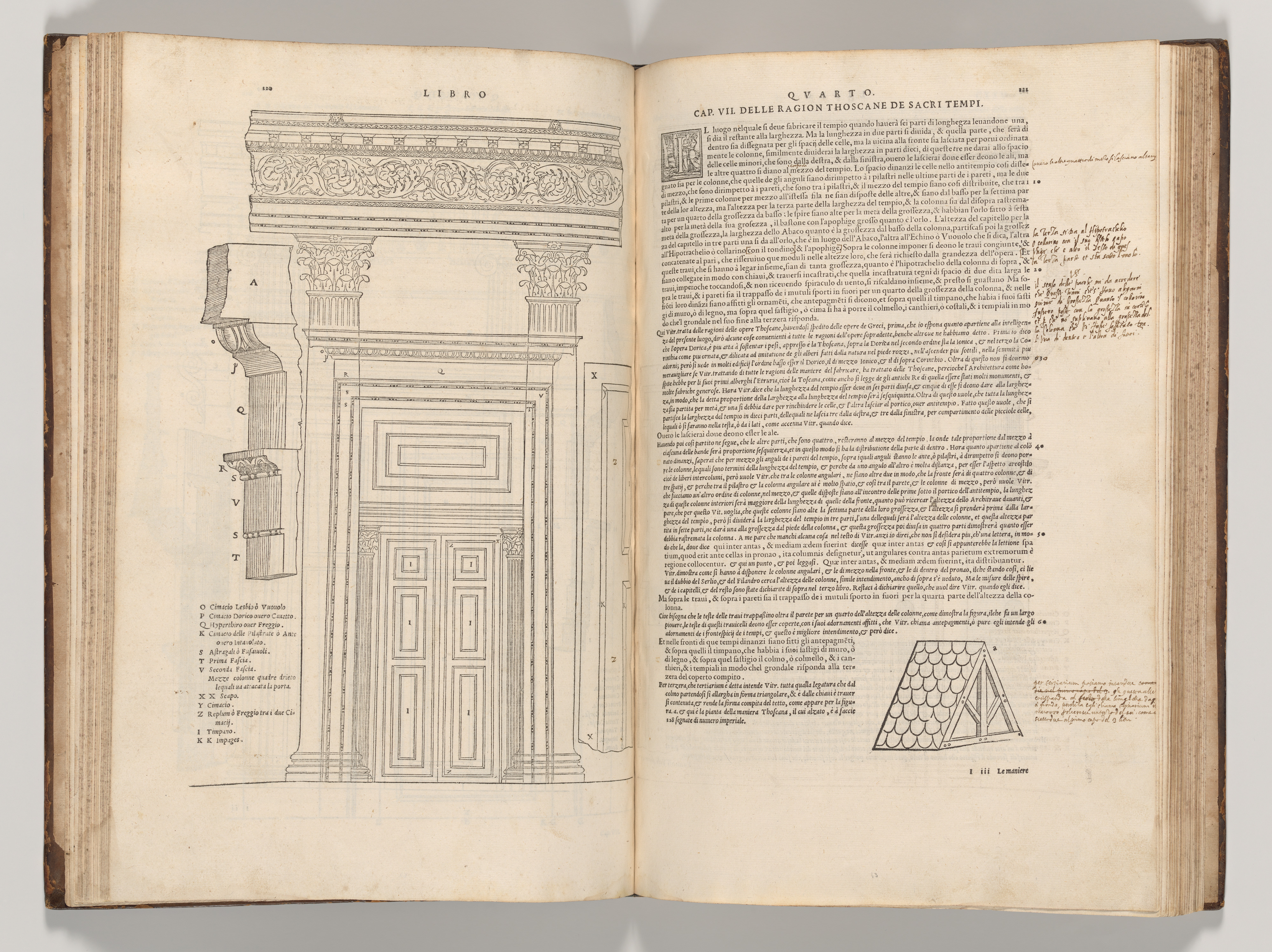
«Десять книг по архитектуре» М. Витрувия, переведённые и прокомментированные монсеньором Барбаро. 1556. Разворот

- Издание комментариев к «Риторике» Аристотеля его двоюродного деда Эрмолао Барбаро Младшего (Un’edizione dei Commentarii di Aristotele Retorica del suo prozio Ermolao Barbaro il Giovane). 1544

- Издание Собрания натурфилософских исследований Эрмолао Барбаро Младшего (Un’edizione dei Compendium scientiae naturalis Ermolao Barbaro il Giovane). 1545

- Десять книг по архитектуре М. Витрувия, переведённые и прокомментированные монсеньором Барбаро (I dieci libri dell’architettura di M. Vitruvio tradutti et commentati da monsignor Barbaro). 1556

- Архитектура М. Витрувия. Издание латинского текста трактата с иллюстрациями Андреа Палладио (M. Vitruvii de architectura). 1567

- Практика перспективы (La pratica della perspettiva). 1569

- Описание орология (конструкции солнечных часов). Незавершённый трактат (De Horologiis descriptionndis libellus)

- Золотой век пятидесяти псалмов Давида в переводе греческих учёных в интерпретации Даниэле Барбаро, избранного патриарха Аквилеи, Венеция, с Георгием де Кабаллисом (Aurea in quinquaginta Davidicos Psalmos doctorum graecorum, catena interpretante Daniele Barbaro electro patriarcha Aquileiensi, Venetiis, apud Georgium de Caballis) 1569.